# Kriegerdenkmal Zscherndorf

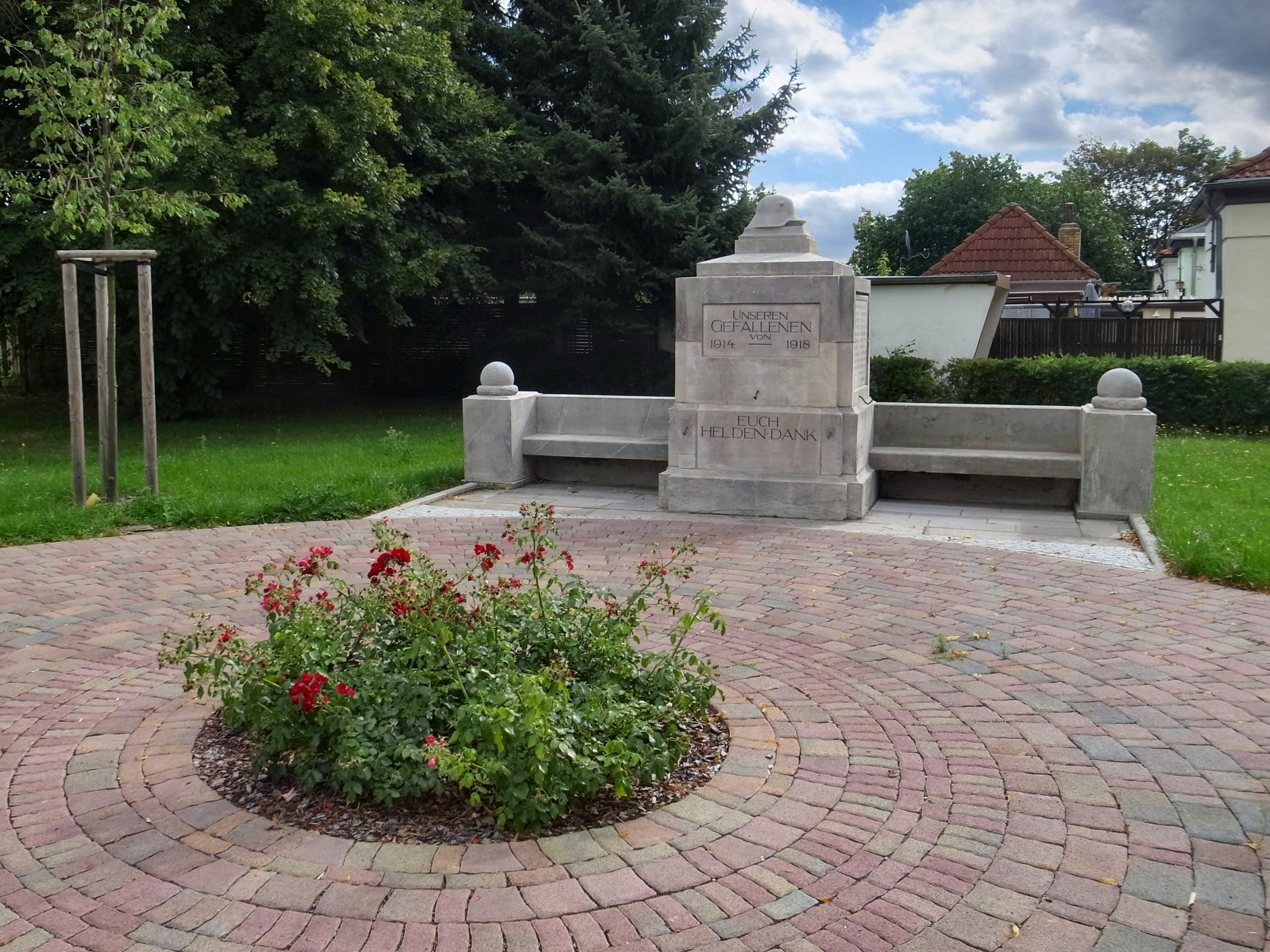
Kriegerdenkmal für die gefallenen Soldaten des Ersten Weltkriegs in Sandersdorf

Das Kriegerdenkmal Zscherndorf ist ein denkmalgeschütztes Kriegerdenkmal im Ortsteil Sandersdorf der Stadt Sandersdorf-Brehna in Sachsen-Anhalt. Im örtlichen Denkmalverzeichnis ist es mit der Erfassungsnummer 094 96608 als Baudenkmal verzeichnet.

## Allgemeines
Das Kriegerdenkmal in Zscherndorf steht auf einer Freifläche an der Kreuzung der Straßen Lieselotte-Rückert-Straße und Lindenstraße. Es handelt sich dabei um eine Gedenkstätte für die gefallenen Soldaten des Ersten Weltkriegs. Gekrönt wird das Denkmal von einem Soldatenhelm und an beiden Seiten schließt sich jeweils eine steinerne Bank an. Eine Inschrift befindet sich in der Vorderseite und in den Seiten sind die Namen der Gefallenen eingetragen.
Ein Gedenkstein für die gefallenen Soldaten des Zweiten Weltkriegs befindet sich auf dem Friedhof, südlich des Kriegerdenkmals.